# Nordfriedhof (Bonn)

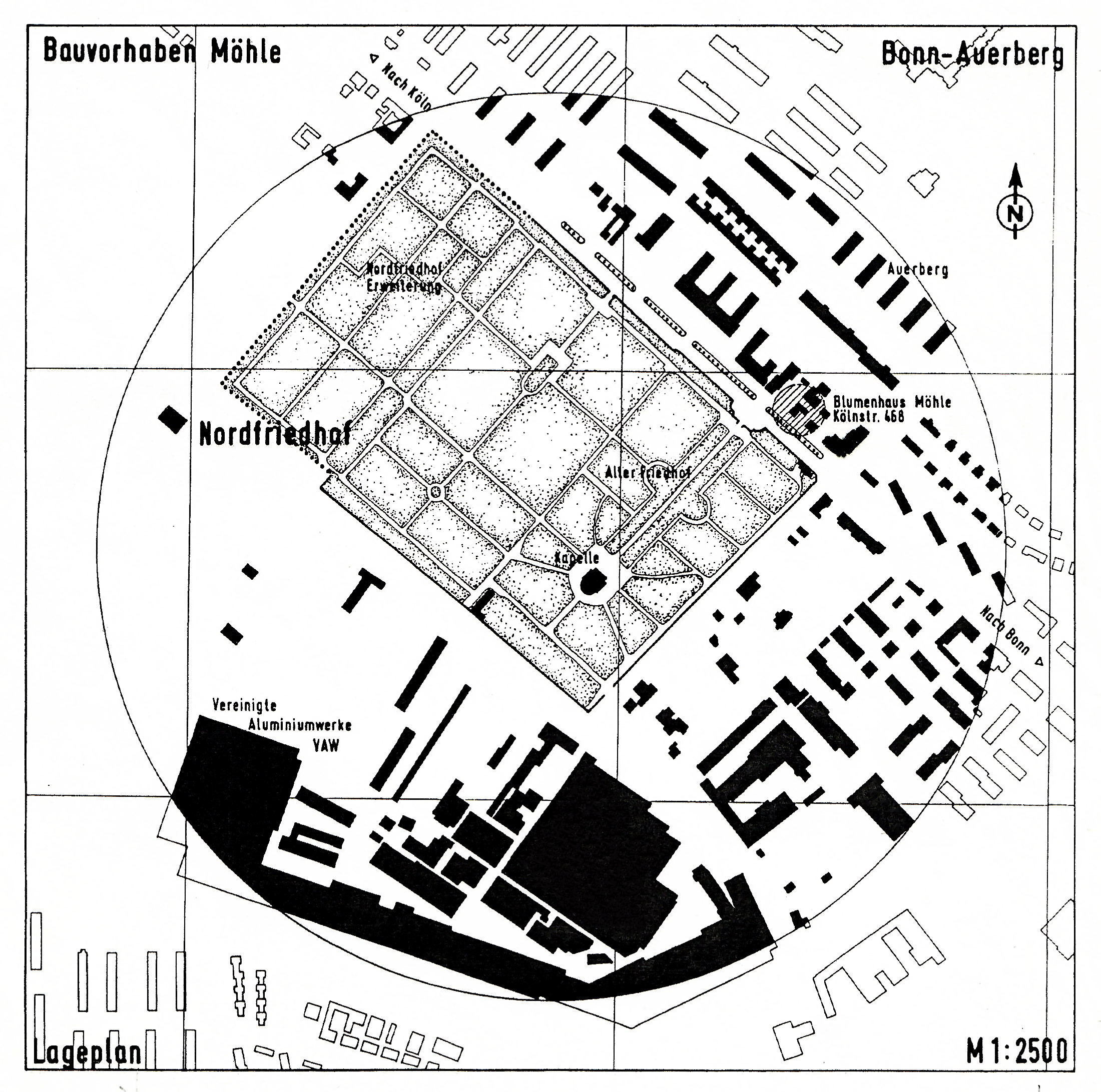
Nordfriedhof Bonn-Auerberg, Baustrukturplan

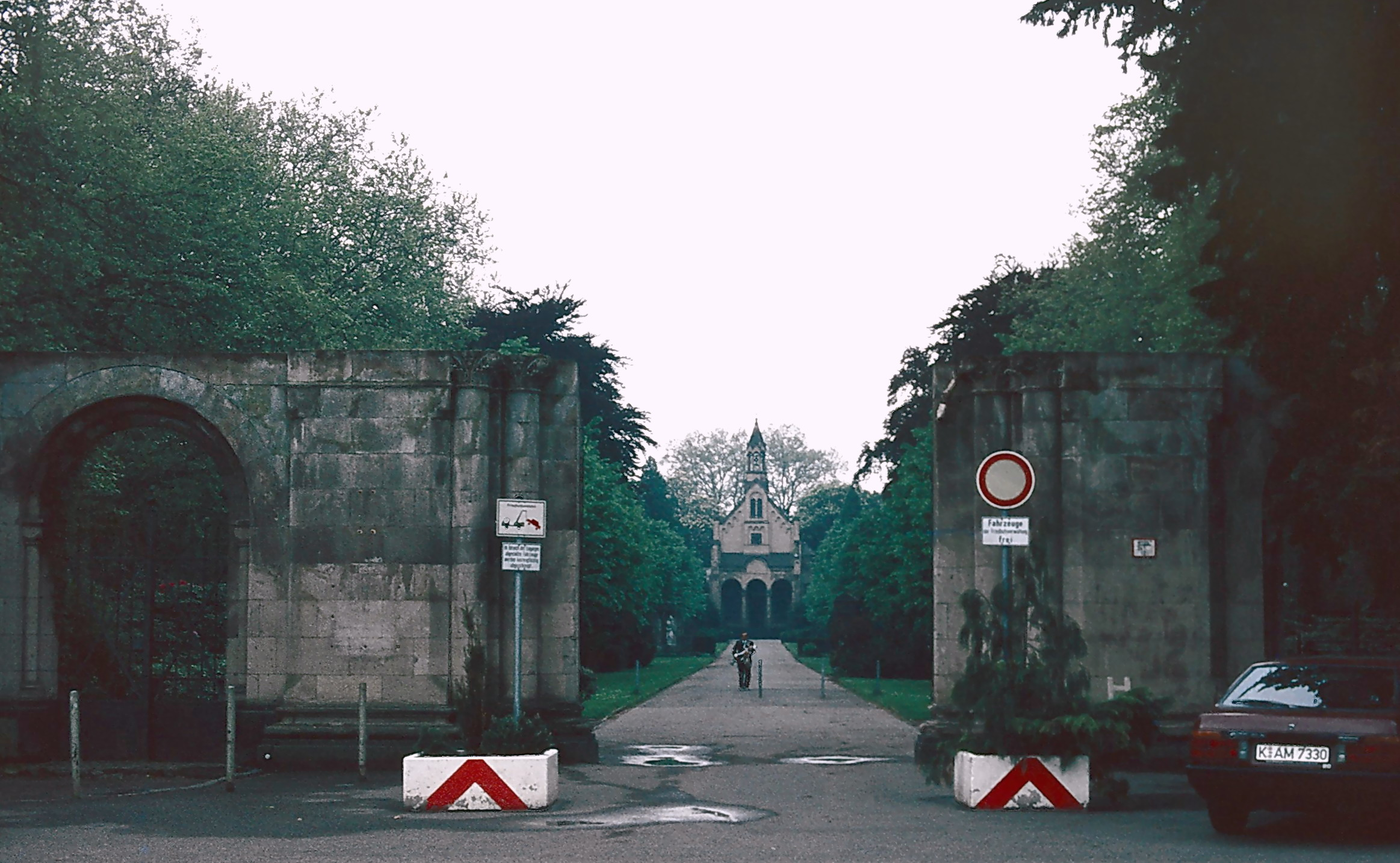
Eingang zum Nordfriedhof von der Kölnstraße mit Sichtachse zur Kapelle

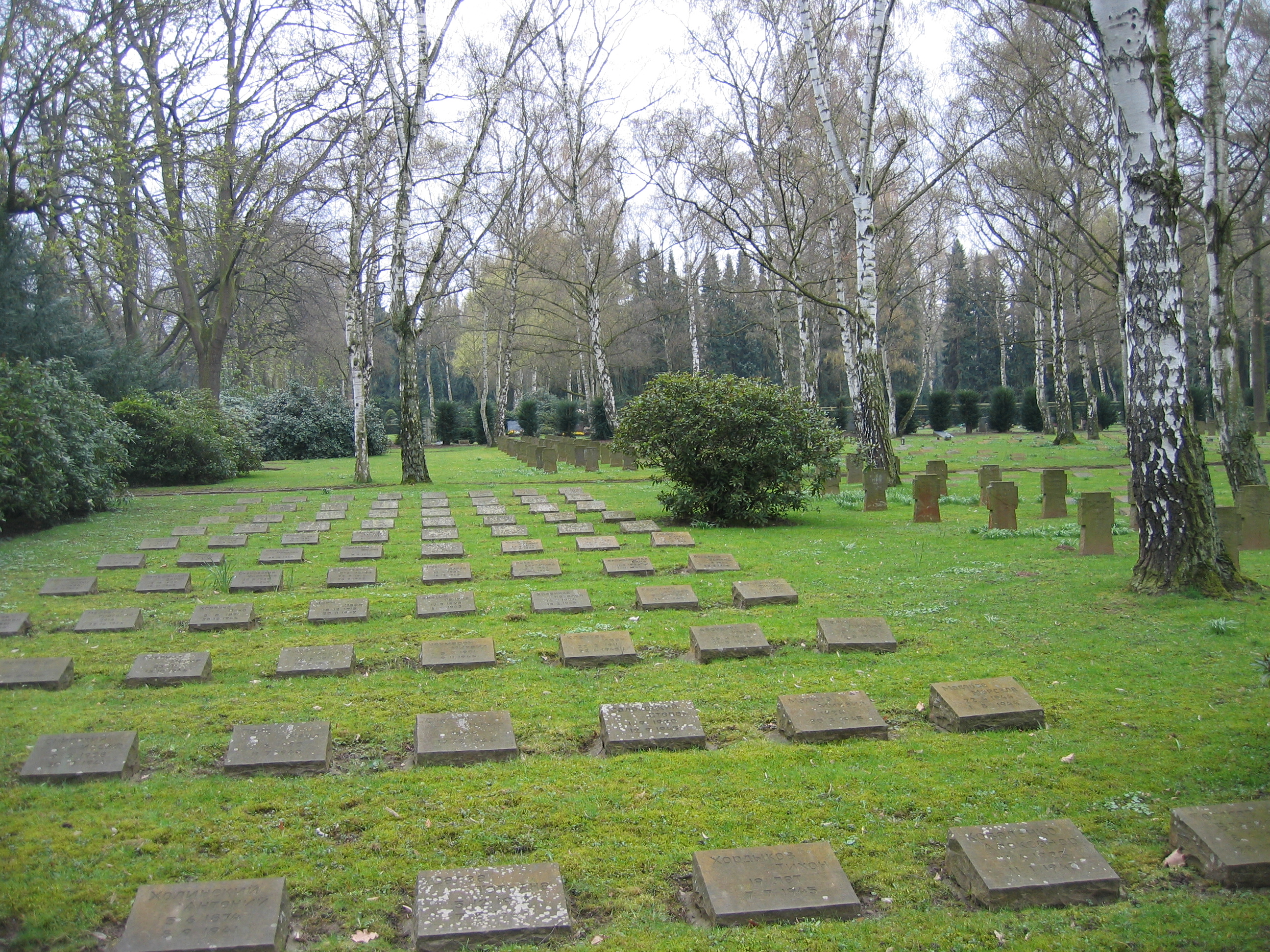
Sammelgräber sowjetischer Kriegsgefangener und Zwangsarbeiter des Zweiten Weltkriegs

Der städtische Nordfriedhof in Bonn befindet sich nördlich der Innenstadt, zwischen den Ortsteilen Auerberg und Buschdorf. Er ist mit 27 Hektar Gesamtfläche der größte Friedhof der Bundesstadt. Der Friedhof steht als Baudenkmal unter Denkmalschutz.

## Geschichte
Der Nordfriedhof wurde ab 1884 angelegt und diente anfangs als Ersatz für den Alten Friedhof, der nicht mehr erweitert werden konnte und deshalb Ende des 19. Jahrhunderts für Neubestattungen geschlossen werden musste. Die Anlage erfolgte an der heutigen Kölnstraße, einem Teil der linksrheinischen Landstraße und früheren Bundesstraße 9 von Bonn nach Köln. Vor der Einrichtung des Friedhofs diente dessen Grundstück als sogenannter Schindacker der Entsorgung von Tierkadavern, und noch bis in die 1770er-Jahre hinein befand sich auf einem Teil des heutigen Friedhofsgeländes ein Richtplatz.
Ursprünglich wurde der Nordfriedhof in Abgrenzung zum Alten Friedhof als Neuer Friedhof bezeichnet. Erst 1910 erhielt er seinen heutigen Namen, nachdem die Stadt Bonn mit dem Südfriedhof in Dottendorf einen weiteren großen Begräbnisplatz Bonns angelegt hatte. 1933 wurde der kommunale Ehrenfriedhof auf dem Nordfriedhof umgestaltet und mit einem acht Meter hohen Holzkreuz ausgestattet.
Von 1906 bis 1961 gab es unmittelbar südlich des Friedhofs einen Bahnhof namens Nordfriedhof der Köln-Bonner Eisenbahnen.
Sowohl der Friedhof selbst als auch seine Infrastruktur wurden im Laufe der Jahrzehnte erweitert. Anfänglich nur rund acht Hektar groß, wuchs der Nordfriedhof in den 1940er und 1970er Jahren auf seine heutige Größe. Das teilweise bis heute erhaltene Pförtnergebäude ist das älteste Bauwerk auf dem Nordfriedhof. Es bestand bereits vor dessen Eröffnung und diente ursprünglich als Jagdhaus.
1913 wurde auf dem Friedhof für christliche Bestattungen und als Leichenschauhaus eine "einschiffige, neoromanische Kapelle mit Apsis, zwei niedrigeren Seitenschiffen und einem aufwändig gestalteten Eingangsportal aus rheinischen Tuffen, Sandstein und Basalt errichtet". Im Zweiten Weltkrieg stark beschädigt, wurde zunächst nur die Instandsetzung betrieben. "In den 1950er Jahren wurde sie wiederaufgebaut und ab 1960 um einen eingeschossigen Apsis-Anbau zur Leichenaufbewahrung erweitert. Seit 1984 ist die Kapelle ein eingetragenes Baudenkmal der Stadt Bonn. Erste Schäden an der Kapelle wurden im März 2017 entdeckt. Durch eine undichte Stelle im Dach war Wasser eingedrungen, was zur Bildung von holzschädlichen Pilzen führte. Daraufhin wurde das Dach gesichert um weitere Durchfeuchtungen zu verhindern. Eine abschließende Untersuchung ergab: Schäden an Bedachung und Konstruktion, am Mauerwerk (ausgesandete Fugen), Schädlingsbefall und ein schadhaftes Portal.
Wegen der Gefährdung der Standsicherheit musste die Kapelle gesperrt und durch eine temporäre Trauerhalle ersetzt werden. Eine erste Ausschreibung (BN-2022-82: Bundesstadt Bonn: Kapelle Nordfriedhof – Maurerarbeiten als Notsicherung) erfolgte im Januar 2022. Im Ergebnis sollten die Maßnahmen 7,7 Millionen Euro betragen. In der Sitzung am 22. September 2022, beschloss der Rat der Stadt Bonn, die Sanierung von Innenräumen, Dach, Fassade und Turm und die Schaffung eines barrierefreien Zugangs. Die Restaurierungs- und Sanierungsarbeiten wurden mit rund 7,6 Millionen Euro veranschlagt.
Die Restaurierung und Ertüchtigung der Nutzung der Friedhofskapelle wurde in zwei Bauabschnitten in den Jahren 2017 bis 2023 durchgeführt.
Am 25. April 2017 unterzeichnete Wu Wei Tse, Vorstandsvorsitzender des Bundes der Chinesen in Deutschland, und Stadtbaurat Helmut Wiesner einen Vertrag über die Errichtung eines Sondergrabfeldes für Angehörige der chinesischen Volksgruppe.

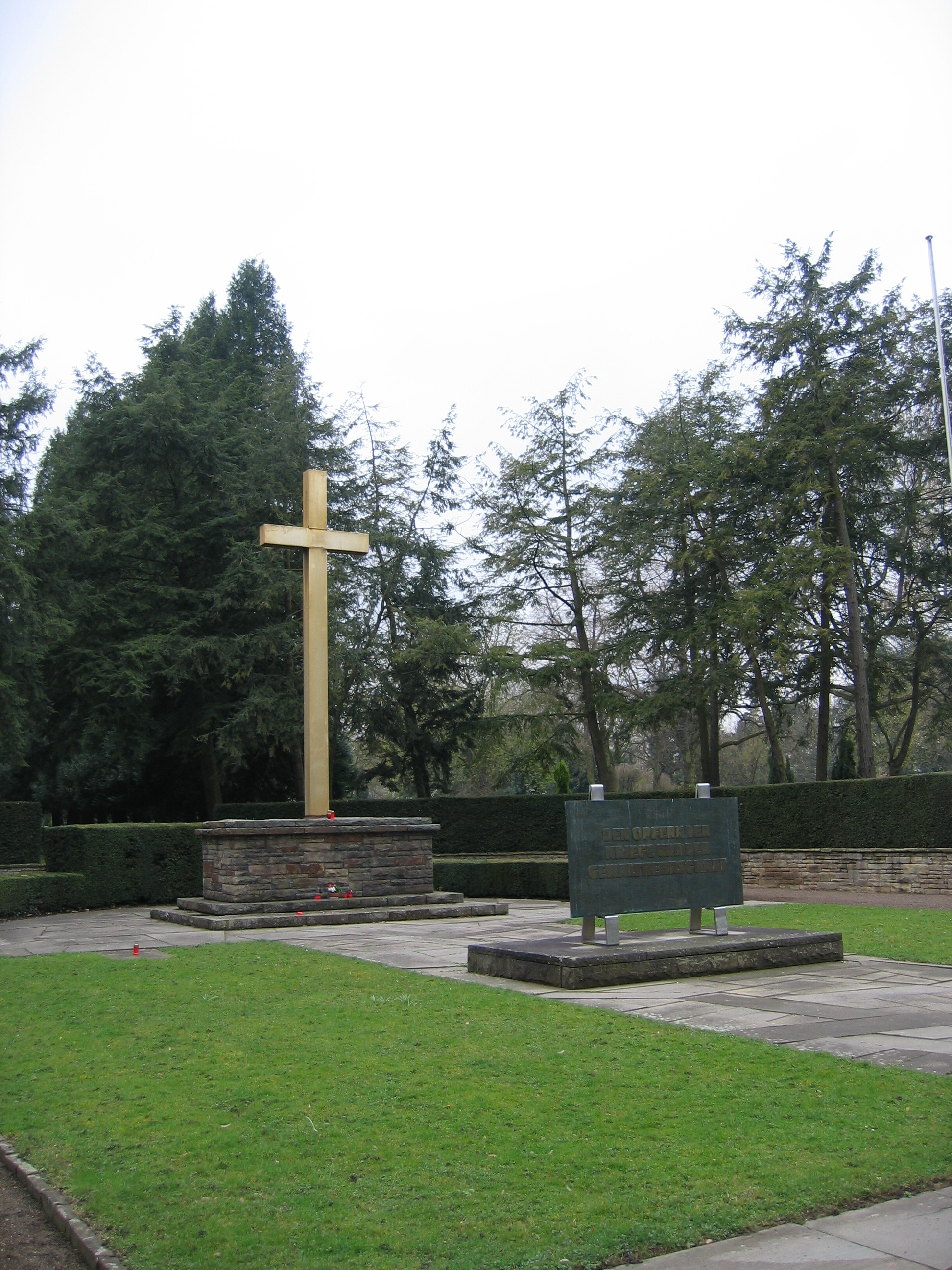
Ehemaliges Ehrenmal der Bundesrepublik Deutschland

## Ehrenmal der Bundesrepublik Deutschland
In der Zeit Bonns als Regierungssitz fand an dem zum Ehrenfriedhof auf dem Nordfriedhof gehörenden Hochkreuz von 1933 ab 1951 – mit einer Unterbrechung von 1964 bis 1968 – die zentrale Kranzniederlegung im Rahmen der offiziellen Feierstunden zum Volkstrauertag durch Repräsentanten des Volksbunds Deutsche Kriegsgräberfürsorge und des Staates statt, die zumindest ab Mitte der 1960er-Jahre von Ehrenformationen der Bundeswehr begleitet wurde. Ab 1980 diente das Hochkreuz mit einer hierher versetzten Gedenktafel als Ehrenmal der Bundesrepublik Deutschland, an dem zahlreiche Staatsoberhäupter während ihrer Staatsvisiten Kränze niederlegten. Nach der Wiedervereinigung wurde es ab 1993 als Ehrenmal der Bundesrepublik durch die Neue Wache in Berlin abgelöst.

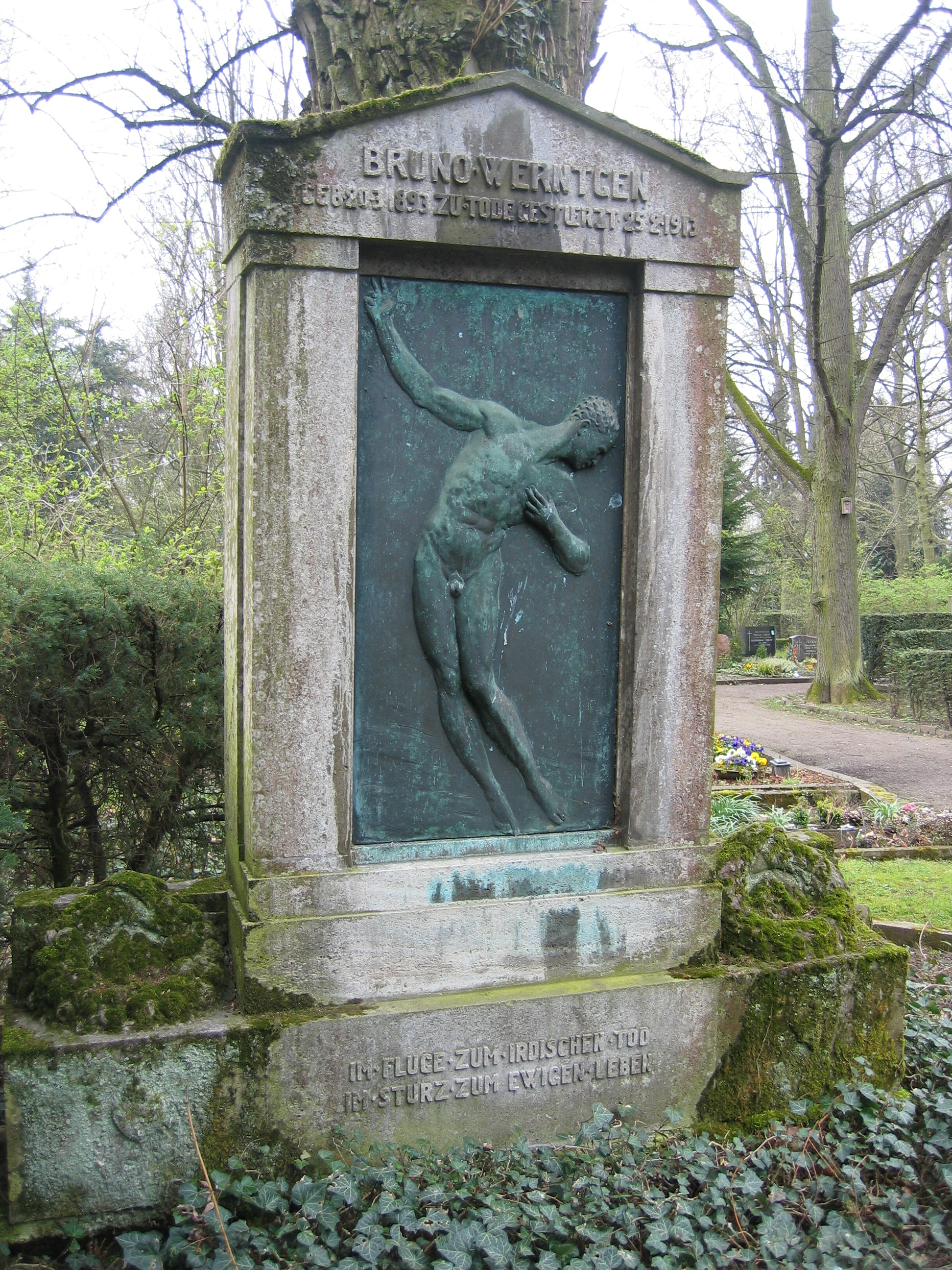
Grab von Bruno Werntgen

Die Gedenktafel aus Bronze, geschaffen vom Bildhauer Kurt Schwippert, war im Juni 1964 als erstes Ehrenmal der Bundesrepublik an der Freitreppe des Akademischen Kunstmuseums an der Hofgartenwiese eingeweiht worden.
Erst im Juni 1980 plante man die Umsetzung der Gedenktafel vor das Holzkreuz auf dem Nordfriedhof. Als erstes Staatsoberhaupt legte dort am 7. Juli 1980 Valéry Giscard d’Estaing einen Kranz ab. Die Bronzetafel wurde im April 2017 entwendet. Als Ersatz wurde in Absprache mit der Stadt Bonn eine originalgetreue Nachbildung aus Sandstein angebracht.

## Bekannte Grabstätten
Architektonisch bemerkenswerte Grabsteine aus dem späten 19. Jahrhundert finden sich im alten Friedhofsteil zwischen dem Haupteingang und der Kapelle. In diesem Bereich ist der tödlich verunglückte Flugpionier Bruno Werntgen (1893–1913) in einem Ehrengrab bestattet. Außerdem liegen auf dem Nordfriedhof der ehemalige Bonner Oberbürgermeister Ludwig Rickert (1897–1963), der persische Schauspieler Fereydun Farrochsad (1938–1992), die Gründer des Jungen Theaters Bonn, Helmut Tromm (1922–2007) und Heidi Scholz-Tromm (1941–2005), der deutsche Dokumentarfotograf Ernst Linderoth (1916–2016), sowie der Begründer der Orgelmanufaktur Klais, Johannes Klais (1852–1925), begraben.
Auf dem Nordfriedhof befinden sich ferner die Grablegen dreier Ordensgemeinschaften, der Armen-Schwestern vom hl. Franziskus, der Schwestern des Elisabethkrankenhauses (Waldbreitbacher Franziskanerinnen) in Bonn und die der Redemptoristen (Josefinum).

## Künstler und ihre Grabplastiken
(ohne Anspruch auf Vollständigkeit)
- Georg Busch (1862–1943): Vollmar (Madonnenstatue aus Bronze)
- Wilhelm Fassbinder (1858–1915): Linden (Christusstatue aus Marmor)
- Carl M. Geiling (1874–1924)
  - Parmentier (Bronzerelief, Auferstehungsengel)
  - Hannes (Bronzerelief, signiertes Duplikat des Auferstehungsengels)
- Carl Hertel (um 1920): Keutmann (Madonnenstatue aus Marmor)
- Karl Menser (1872–1929): Banze (Bronzerelief)
- Heinrich Pohlmann (1839–1917): Brauell (Bronzefigur einer Serienproduktion)
- Xatar (1981–2025)